# Ornebius abdominalis
Ornebius abdominalis är en insektsart som först beskrevs av Carl Stål 1877.  Ornebius abdominalis ingår i släktet Ornebius och familjen Mogoplistidae. Inga underarter finns listade i Catalogue of Life.